# Tortequesne
Tortequesne település Franciaországban, Pas-de-Calais megyében. Lakosainak száma 884 fő (2022. január 1.). Tortequesne Bellonne, Estrées, Hamel, Lécluse, Étaing, Noyelles-sous-Bellonne és Sailly-en-Ostrevent községekkel határos.

## Népesség
A település népessége az elmúlt években az alábbi módon változott:
| Lakosok száma | 747  | 792  | 817  | 826  | 836  | 838  | 839  | 861  | 884  |
|               | 2013 | 2015 | 2016 | 2017 | 2018 | 2019 | 2020 | 2021 | 2022 |